# Gnarps socken
Gnarps socken i Hälsingland ingår sedan 1974 i Nordanstigs kommun och motsvarar från 2016 Gnarps distrikt.
Socknens areal är 330,38 kvadratkilometer, varav 316,91 land. År 2000 fanns här 2 336 invånare. Tätorten och kyrkbyn Gnarp med sockenkyrkan Gnarps kyrka ligger i socknen. 

## Administrativ historik
Gnarps socken har medeltida ursprung. 
Vid kommunreformen 1862 övergick socknens ansvar för de kyrkliga frågorna till Gnarps församling och för de borgerliga frågorna bildades Gnarps landskommun. Landskommunen uppgick 1974 i Nordanstigs kommun. Församlingen uppgick 2019 i Nordanstigskustens församling. 
1 januari 2016 inrättades distriktet Gnarp, med samma omfattning som församlingen hade 1999/2000.
Socknen har tillhört fögderier, tingslag och domsagor enligt vad som beskrivs i artikeln Hälsingland. De indelta båtsmännen tillhörde Första Norrlands andradels båtsmanskompani.

## Geografi
Gnarps socken ligger vid kusten vid gränsen mot Medelpad kring Gnarpån i söder. Socknen har dalgångsbygd vid ån  och är i övrigt kuperad småbergig skogsbygd som i Västansjökullen når 328 meter över havet.

## Fornlämningar
Från bronsåldern och äldre järnåldern finns gravrösen och långrösen belägna vid tidigare kustlinjen. Från järnåldern finns cirka 90 gravhögar och en fornborg.

## Namnet
Namnet (1344 Gnarp) har oklar tolkning. Namnet kan komma från Bergberget och då innehålla gnarp, 'liten klump, knöl'. Namnet kan också komma från Gnarpsån och vara ljudhärmande gnarp, 'torrt tonlöst knarr'.

## Befolkningsutveckling
| Befolkningsutvecklingen i Gnarps socken 1750–1990                                                        | Befolkningsutvecklingen i Gnarps socken 1750–1990 | Befolkningsutvecklingen i Gnarps socken 1750–1990 | Befolkningsutvecklingen i Gnarps socken 1750–1990 | Befolkningsutvecklingen i Gnarps socken 1750–1990 |
| --- | ------------------------------------------------- | ------------------------------------------------- | ------------------------------------------------- | ------------------------------------------------- |
| |                                                   |                                                   |                                                   |                                                   |
| År |                                                   |                                                   | Folkmängd                                         |                                                   |
| 1750 | 1750                                              |                                                   | 829                                               |                                                   |
| 1760 | 1760                                              |                                                   | 960                                               |                                                   |
| 1769 | 1769                                              |                                                   | 1 094                                             |                                                   |
| 1780 | 1780                                              |                                                   | 1 201                                             |                                                   |
| 1790 | 1790                                              |                                                   | 1 282                                             |                                                   |
| 1800 | 1800                                              |                                                   | 1 441                                             |                                                   |
| 1810 | 1810                                              |                                                   | 1 597                                             |                                                   |
| 1820 | 1820                                              |                                                   | 1 854                                             |                                                   |
| 1830 | 1830                                              |                                                   | 2 184                                             |                                                   |
| 1840 | 1840                                              |                                                   | 2 222                                             |                                                   |
| 1850 | 1850                                              |                                                   | 2 344                                             |                                                   |
| 1860 | 1860                                              |                                                   | 2 640                                             |                                                   |
| 1870 | 1870                                              |                                                   | 2 725                                             |                                                   |
| 1880 | 1880                                              |                                                   | 3 123                                             |                                                   |
| 1890 | 1890                                              |                                                   | 3 398                                             |                                                   |
| 1900 | 1900                                              |                                                   | 3 977                                             |                                                   |
| 1910 | 1910                                              |                                                   | 3 701                                             |                                                   |
| 1920 | 1920                                              |                                                   | 3 623                                             |                                                   |
| 1930 | 1930                                              |                                                   | 3 516                                             |                                                   |
| 1940 | 1940                                              |                                                   | 3 391                                             |                                                   |
| 1950 | 1950                                              |                                                   | 3 267                                             |                                                   |
| 1960 | 1960                                              |                                                   | 2 824                                             |                                                   |
| 1970 | 1970                                              |                                                   | 2 508                                             |                                                   |
| 1980 | 1980                                              |                                                   | 2 637                                             |                                                   |
| 1990 | 1990                                              |                                                   | 2 488                                             |                                                   |
| Anm: Källor: Umeå universitet - Tabellverket 1749-1859, Demografiska databasen, CEDAR, Umeå universitet. |                                                   |                                                   |                                                   |                                                   |